# ورمسدورف
ورمسدورف (به آلمانی: Wermsdorf) یک شهر در آلمان است که در نوردزاکسن واقع شده‌است. ورمسدورف ۵٬۹۰۰ نفر جمعیت دارد.